# 强建海
强建海（1969年5月—），陕西省子长县人，中华人民共和国政治人物。

## 生平
1969年5月，强建海出生在陕西省子长县。1995年6月加入中国共产党。
强建海曾在西宁市林业局工作。2009年7月，强建海出任中共西宁市城东区委常委、副区长，2011年7月，强建海出任中共西宁市城东区委副书记，同年9月兼任城东区政法委书记。2012年10月，强建海出任西宁市科学技术局党组书记、局长。2015年2月，任西宁市水务局党委书记、局长。2017年1月，强建海出任西宁市林业局（今西宁市林业和草原局）党组书记、局长。2020年4月，强建海出任中共西宁市城中区委书记。
2021年6月，强建海调任中共海东市委常委、互助土族自治县县委书记、互助绿色产业园党工委书记。

### 落马
2024年8月12日，强建海涉嫌严重违纪违法，主动投案，接受青海省纪委监委纪律审查和监察调查。